# فرودگاه هایده–بوسوم
فرودگاه هاید-بوسوم (به انگلیسی: Heide-Büsum Airport) (به زبان بومی: Flugplatz Heide-Büsum) یک فرودگاه همگانی با کد یاتا HEI است که یک باند فرود آسفالت دارد و طول باند آن ۷۲۰ متر است. این فرودگاه در شهر هایده (اشلسویگ-هولشتاین) کشور آلمان قرار دارد و در ارتفاع ۲ متری از سطح دریا واقع شده‌است.

## شرکت‌های هواپیمایی و مقصدهای پروازی
The following airlines offer regular scheduled and charter flights at Heide-Büsum Airport:
| شرکت‌های هواپیمایی              | مقصدهای پروازی |
| ------------------------------ | -------------- |
| OFD Ostfriesischer-Flug-Dienst | هلیگولند       |